# Jacques Brémond
Pour les articles homonymes, voir Brémond.
Jacques Brémond est un éditeur et poète français, né le 30 juillet 1946 à Avignon.

## Biographie
Jacques Brémond suit l'enseignement de Robert Morel et devient éditeur dès 1965.
En 1983, il fonde à Avignon la structure de diffusion Script. Installé ensuite à Remoulins, il s'établit comme éditeur indépendant et fait paraître plus de 300 titres, en poésie mais aussi dans le théâtre. 
S'il se cache « derrière sa barbe et ses auteurs », il a aussi produit une œuvre personnelle. Auteur de plusieurs ouvrages, il s'adonne à l'autobiographie et la prose poétique. Son écriture se caractérise par son « rythme chaotique » et ses « traits anguleux ».

## Ouvrages
- Guillaume des ors, Chaillé-sous-les-Ormeaux, Le Dé bleu, 1982  (ISBN 2-900768-03-9)
- Au partage des eaux (ill. Jean-Jacques Morvan), Saint-Lambert, Le Noroît, 1987  (ISBN 2-89018-159-6)
- Cette ville aux quinze portes (ill. Luce Guilbaud), Gap, La Bartavelle, 1990  (ISBN 2-87744-068-0)
- Dans le remuement de la terre, Roubaix, brandes, 1991
- Toro (ill. Jacques Brianti), Saussines, Cadex, 1995  (ISBN 2-905910-60-7)
- Lettres perdues : courriers accidentés, Soligny-la-Trappe, Rougier V, 2016  (ISBN 979-10-93019-20-8)

### Articles Connexes
- Thierry Metz
- Isabelle Lévesque